# Cianură

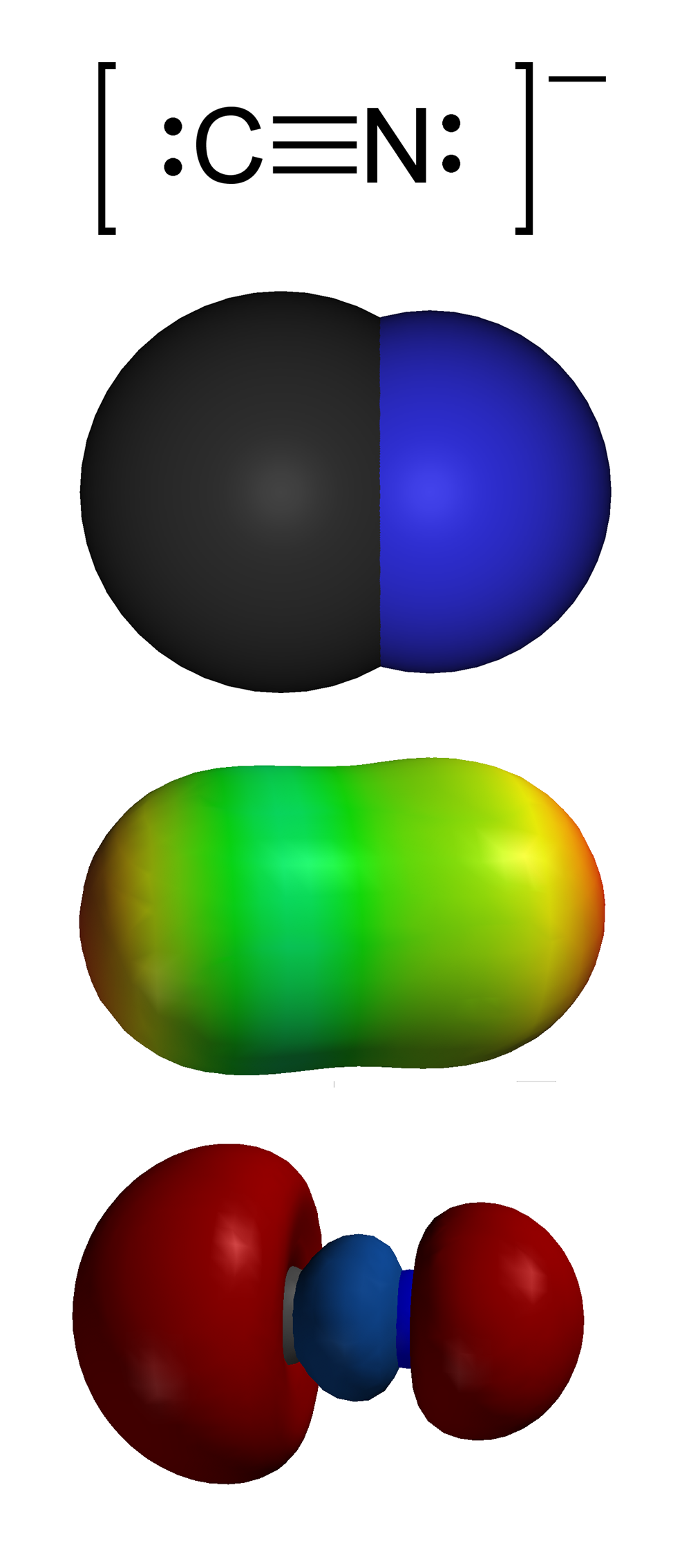
Ionul cianură, CN^{−}.
De sus în jos:
1. Structura chimică
2. Reprezentarea prin calote moleculare
3. Suprafața de potențial electrostatic
4. Reprezentarea cu ajutorul orbitalelor atomice

Cianurile sunt substanțe chimice care conțin cel putin un grup cian (C≡N), care constă într-un atom de carbon în legătură triplă cu unul de azot. Anionul CN- este de asemenea cunoscut ca ion cianură. Cianurile metalelor alcaline sunt cunoscute ca fiind otrăvuri, în acest scop folosindu-se în principal cianură de potasiu (KCN).

## Etimologia termenului
Cuvântului cianură își are originea în grecescul κυανóς (albastru). Acest nume se datorează acidului cianhidric (germ. Blausäure, acid albastru), care a fost sintetizat prin tratarea albastrului prusic cu acid.

## Caracteristici
Acidul cianhidric (HCN) are un miros vag de migdală, pe care, datorită conformației genetice, unii oameni nu îl pot percepe. În aer cu umiditate ridicată, sărurile acidului cianhidric capătă și ele același miros caracteristic, datorită formării acestuia prin reacția de hidroliză:
NaCN  +  H2O → HCN  +  NaOH
KCN  +  H2O → HCN  +  KOH

## Întrebuințări
Cianura este una din cele mai periculoase  otrăvuri. Ingerarea unei mici cantitati de cianura solida sau compus de gas rezulta moartea instantanee, din care blocarea arterelor prin formarea cheagurilor de sange stop cardiac si dificultate locomotorie provacand asfel o moarte dureroasa, cauzand contractii musculare si involunatre, convulsii si colaps

## Toxicitate
Multe cianuri sunt extrem de toxice. Dintre cianuri, compusul cel mai periculos este acidul cianhidric, care, pentru că este un gaz la temperatură  și presiune normală, poate fi inhalat. Ingestia orală a unei cantități foarte mici - de obicei 200 mg - de cianură solidă (sau soluție) sau expunerea intr-o atmosferă ce conține 270 ppm de cianură poate duce rapid (câteva minute) la moarte.

## Dezastre ecologice
- Scurgerea de cianură de la Baia Mare (2000)